# Dœuil-sur-le-Mignon
Doeuil-sur-le-Mignon é uma comuna francesa na região administrativa da Nova Aquitânia, no departamento de Charente-Maritime. Estende-se por uma área de 19,33 km². Em 2010 a comuna tinha 344 habitantes (densidade: 17,8 hab./km²).